# Андрос (остров, Багамы)

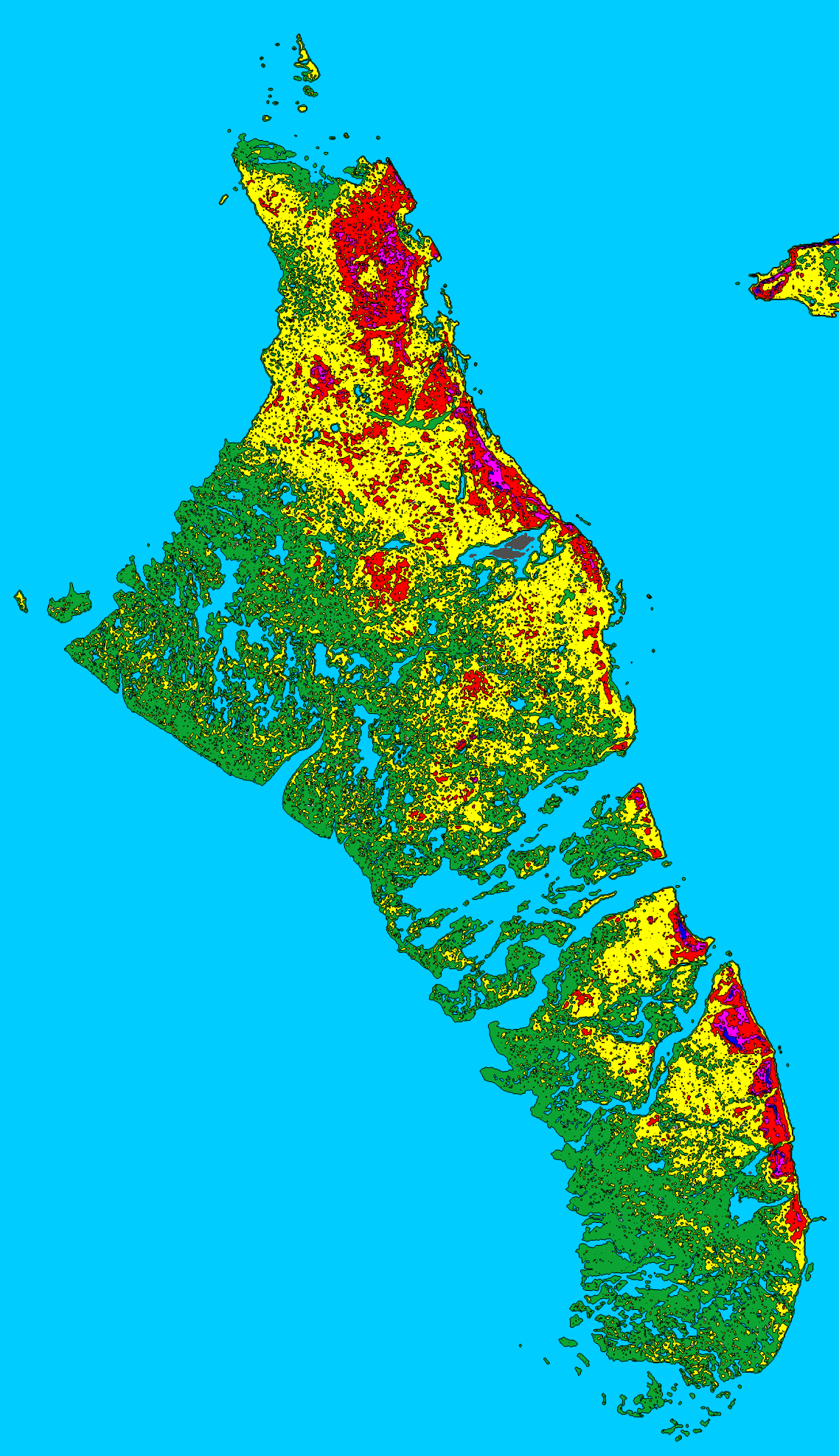
Топографическая карта Андроса

Андрос (англ. Andros Island) — крупнейший остров Багамских островов площадью 5957 км² (2300 кв. миль), 167 км (104 мили) в длину и 64 км (40 миль) в ширину в самом широком месте. У острова третий по величине в мире барьерный риф, длина которого превышает 225 км (140 миль).

## География
Природа острова очень живописна. Рядом с ним — барьерный риф, второй по величине в Западном полушарии и третий по величине в мире, 225 километров в длину, и обрыв свыше 1,8 км. Средняя глубина воды над рифом — 4 м. Более 104 км² площади острова составляют тропический лес и болота, в которых произрастает более 50 видов орхидей. Фактически Андрос состоит из двух разных островов, соединённых глубокими болотами.
На острове обитает двести различных видов птиц. Андрос — родина легендарной «чикчарни» (англ. Chickcharnie), которую некоторые считают вымершим видом нелетающих сов.
В среднем каждые два с половиной года Андрос подвергается воздействию разрушительного урагана.

## История

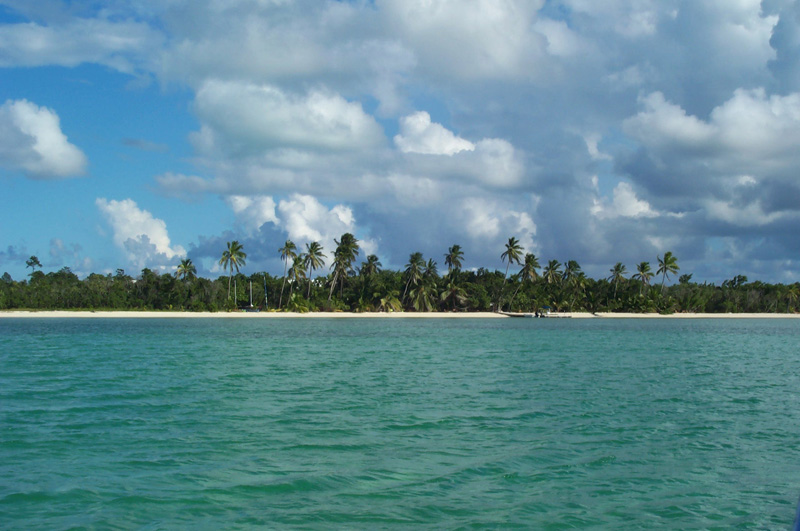
Южный Андрос, у Тиамо

Испанцы высадились на Андросе в 1550 году в поисках рабов, при этом уничтожив коренной народ лукаянов в результате насилия и болезней. Испанцы назвали остров «Эспириту Санто» (исп. Espiritu Santo), то есть островом Святого Духа, но на карте 1782 года он также назван островом Сан Андреас. Считается, что его современное название дано ему в честь сэра Эдмунда Андроса, командующего войсками Её Величества на Барбадосе в 1672 году, а впоследствии губернатора Нью-Йорка, Массачусетса и Новой Англии. Также считается, что остров мог быть назван по имени жителей острова Сан-Андрес (исп. San Andrés) на Берегу москитов (англ. Mosquito Coast), поскольку 1400 из них поселились на Андросе в 1787 году.
В 1700-е годы остров занимали пираты. В конце XVIII века на острове также обосновались лоялисты.

## Население
Население Андроса составляет 7386 человек (2010), плотность населения самая низкая на всех Багамах. Большинство живёт на восточном побережье острова в трёх главных городах острова: Николлз-Таун (Nicholl’s Town), Конго-Таун (Congo Town) и Андрос-Таун (Andros Town).

## Административное деление
В административном отношении остров Андрос составляют четыре из 31 районов Багамских островов:
| № | Районы острова Андрос | Год образования | Административный центр  | Другие города                                                           | Карта |
| - | --------------------- | --------------- | ----------------------- | ----------------------------------------------------------------------- | ----- |
| 1 | Северный Андрос       | 1999            | Николс-Таун             | Мастик-Пойнт (Mastic Point), Лоув-Саунд (Lowe Sound)                    |       |
| 2 | Центральный Андрос    | 1999            | Фреш-Крик (Fresh Creek) | Стариярд-Крик (Staniard Creek), Каргилл-Крик (Cargill Creek)            |       |
| 3 | Мангров-Ки            | 1999            | Мангров-Ки              | нет                                                                     |       |
| 4 | Южный Андрос          | 1999            | Кемпс-Бей (Kemps Bay)   | Блуфф (The Bluff), Лонг-Бей-Кайс (Long Bay Cays), Дип-Крик (Deep Creek) |       |

## Экономика
В отличие от большинства Багамских островов, Андрос практически не затронула коммерческая застройка в туристических целях, и он сохраняет красоту нетронутой природы.
Остров Андрос ежегодно привлекает тысячи посетителей. Со всего мира на него съезжаются любители рыбной ловли. Его называют «мировой столицей белой сельди» (элопса). Аквалангисты приезжают для изучения большого рифа, кораллов и подводной флоры и фауны. На острове много гостиниц и курортов.
Остров служит поставщиком питьевой воды, ежедневно около 26 кубометров питьевой воды (семь тысяч галлонов) отправляется на Нассау. На Андросе тысячи километров рек и ручьев с дождевой водой, которая скапливается во множестве пещер острова.
На острове изготовляется «андрозия» (англ. androsia), местный тип традиционной одежды багамцев, отличающийся яркими сочными цветами. На острове работает компания «Багама Ламбер» (англ. Bahama Lumber Company), снабжающая все Багамы древесиной.